# Dylan Llewellyn
Dylan Llewellyn, född 10 september 1992 i Reigate, Surrey, är en brittisk skådespelare.
Llewellyn har bland annat medverkat i TV-serierna Bortom paradiset och Derry Girls.

## Filmografi (i urval)
- 2018–2022 – Derry Girls (TV-serie)
- 2023–2024 – Bortom paradiset (TV-serie)